# Великосорочинська фабрика художніх виробів
Великосорочинська фабрика художніх виробів — заснована 1923 як ткацька майстерня системи «Українкустарспілка». У 1927 реорганіз. в артіль художніх вишивок і тканин ім. Н. К. Крупської, з 1944 — промислово-кооперативна артіль ім. Н. К. Крупської (голова Г. К. Лоза), з 1960 — фабрика художніх виробів ім. Н. К. Крупської.
На кінці 1960-х ф-ка мала вишивальні цехи; у Великих Сорочинцях, Миргороді, Комишні, Рашівці, Гоголевому, бригади вшнивальницьнадомииці) — у Полівці, Хомутці, Петрівцях, Лютеньках, Кова лівці, ткацький цех у Великих Сорочинцях Миргород, району.
Майстрині артілі й фабрики у Великих Сорочинцях спеціалізувалися на ручній вишивці з використанням класичних технік (жіночі блузки, чоловічі сорочки, жіночі та дитячі сукні, рушники, скатерті) та декоративні ткацтва (настінні килимки, плахти, плахтові тканини, пояси, порт'єри).
Серед відомих ткаль і вишивальниць довоєнного часу — С. Ю. Коряк, С. А. Москаленко, О. Ручко, повоєнного — О. К. Бакало, У. Я. Бехтер, Л. І. Богинич, В. П. Гриценко, Н. А. Жеребчевська, М. С. Коряк, О. І. Лисенко. їхні вироби експонувалися на виставках: всесвітній (Монреаль), зарубіжних, всесоюзних і республіканских.
З 1961 припинено виготовлення тканих виробів. З 1971 у Великих Сорочинцях діє дільниця, об'єднання «Полтавка».